# Grzyby chronione w Polsce (2004–2014)
Lista obejmuje wykaz gatunków grzybów podlegających ochronie ścisłej i ochronie częściowej na mocy rozporządzenia Ministra Środowiska z dnia 9 lipca 2004 r. Na liście grzybów chronionych w Polsce znajdują się 53 pozycje, z których część to konkretne ich gatunki, a część całe ich rodzaje. Lista jest już nieaktualna. Od 16 października 2014 r. obowiązuje nowa lista chronionych gatunków grzybów.

## Gatunki dziko występujących grzybów objęte ochroną ścisłą
borowikowate (Boletaceae)
- borowik korzeniasty (Boletus radicans)
- borowik królewski (Boletus regius)
- borowik pasożytniczy, podgrzybek pasożytniczy (Boletus (Xerocomus) parasiticus)

- poroblaszek żółtoczerwony (Phylloporus pelletieri)

- szyszkowiec łuskowaty (Strobilomyces strobilaceus)

czarkowate (Sarcoscyphaceae)
- czareczka długotrzonkowa (Microstoma protracta)
- czarka – wszystkie gatunki (Sarcoscypha spp)

flagowcowate (Meripilaceae)
- flagowiec olbrzymi (Meripilus giganteus)
- jamczatka białobrunatna (Antrodia albobrunnea)
- żagwica listkowata (Grifola frondosa)

gąskowate (Tricholomataceae)
- dwupierścieniak cesarski (Catathelasma imperiale)
- gąska olbrzymia (Tricholoma colossus)
- wilgotnica czapeczkowata (Hygrocybe calyptriformis)

gwiazdoszowate (Geastraceae)
- gwiazdosz – wszystkie gatunki (Geastrum sp)
- wieloporek gwiaździsty (Myriostoma coliforme)

jodłownicowate (Bondarzewiaceae)
- jodłownica górska (Bondarzewia mesenterica)

kisielcowate (Exidiaceae)
- płomykówka galaretowata (Tremiscus helvelloides)

kolcownicowate (Bankeraceae)
- kolczakówka – wszystkie gatunki (Hydnellum sp)
- sarniak – wszystkie gatunki (Sarcodon spp)
- szaraczek łuseczkowaty (Boletopsis grisea)

kustrzebkowate (Pezizaceae)
- koronica ozdobna (Sarcosphaera coronaria)

lakownicowate (Ganodermataceae)
- lakownica lśniąca (Ganoderma lucidum)

maślakowate (Suillaceae)
- maślak dęty, borowiec dęty (Suillus (Boletinus) cavipes)
- maślak trydencki (Suillus tridentinus)
- maślak żółtawy (Suillus flavidus)

miękuszowate (Hapalopilaceae)
- miękusz szafranowy (Hapalopilus croceus)

ozorkowate (Fistulinaceae)
- ozorek dębowy (Fistulina hepatica)

pałeczkowate (Tulostomataceae)
- pałeczka – wszystkie gatunki (Tulostoma spp)

pniarkowate (Fomitopsidaceae)
- amylek lapoński (Amylocystis lapponica)
- pniarek lekarski (Fomitopsis officinalis)
- pniarek różowy (Fomitopsis rosea)

purchawkowate (Lycoperdaceae)
- kurzawka bagienna (Bovista paludosa)
- purchawica olbrzymia (Langermannia gigantea)

siatkolistowate (Gomphaceae)
- buławka obcięta (Clavariadelphus truncatus)
- buławka pałeczkowata (Clavariadelphus pistillaris)
- buławka spłaszczona (Clavariadelphus ligula)
- siatkolist maczugowaty (Gomphus clavatus)

smardzowate (Morchellaceae)
- krążkówka żyłkowana (Disciotis venosa)
- naparstniczka czeska (Verpa bohemica)
- naparstniczka stożkowata (Verpa conica)
- smardz jadalny (Morchella esculenta)
- smardz półwolny (Morchella gigas)
- smardz stożkowaty (Morchella conica)
- smardz wyniosły (Morchella elata)

soplówkowate (Hericiaceae)
- soplówka – wszystkie gatunki (Hericium spp)

sromotnikowate (Phallaceae)
- mądziak psi (Mutinus caninus)
- sromotnik fiołkowy (Phallus hadriani)

szmaciakowate (Sparassidaceae)
- szmaciak – wszystkie gatunki (Sparassis spp)

tęgoskórowate (Sclerodermataceae)
- promieniak wilgociomierz (Astraeus hygrometricus)

truflowate (Tuberaceae)
- trufla wgłębiona (Tuber mesentericum)

żagwiowate (Polyporaceae)
- oranżowiec bladożółty (Pycnoporellus alboluteus)
- żagiew okółkowa (Polyporus umbellatus)

## Gatunki dziko występujących grzybów objęte ochroną częściową
szczeciniakowate (Hymenochaetaceae)
- włóknouszek ukośny inaczej błyskoporek podkorowy (Inonotus obliquus)